# Шубер Павло Михайлович
Шу́бер Павло́ Миха́йлович (14 листопада 1956, с. Мощаниця Рівненської обл.) — український географ, кандидат географічних наук, доцент.
Наукові інтереси: клімат Західного регіону України; динаміка метеорологічних елементів на території західного регіону України; регіональні й топокліматичні особливості Карпатського регіону; прикладні аспекти метеорології і кліматології; дослідження ґрунтового покриву природних територіальних комплексів Українських Карпат; еколого-ландшафтні дослідження ґрунтового покриву й атмосфери, дослідження клімату як чинника ландшафту; агрокліматологія.
П. Шубер зібрав базу емпіричних даних характеристик ґрунтів Українських Карпат для картографічного та ландшафтно-картографічного моделювання регіону. Зокрема, на цій базі вирішена задача просторової диференціації ґрунтів Карпат на регіональному та локальному рівнях (Чорногора та високогірні яруси). Результати досліджень можуть бути використанні при веденні лісового та сільського господарства регіону Українських Карпат.

## Біографія
Народився 14 листопада 1956 року у селі Мощаниця Острозького району Рівненської області. 1974 року закінчив ЗОШ №1 міста Острога.
З 1978 по 1983 роки навчався у Львівському державному університеті імені Івана Франка на географічному факультеті.
1983–1989 рр. — лаборант;
з 1989 до 1991 р. — навчання в аспірантурі, з 1991 — асистент кафедри фізичної географії.
У 1994 році захистив кандидатську дисертацію «Ландшафтна зумовленість диференціації ґрунтового покриву ПТК Українських Карпат».
З 1996 року працював на посаді доцента кафедри фізичної географії, а у 1998 році отримав вчене звання доцента.
В дисертації, на основі власних польових досліджень ґрунтів (понад 160 ґрунтових розрізів) в геосистемах (ПТК) Українських Карпат і проведених лабораторних аналізів основних фізико-хімічних характеристик ґрунтів (гранулометричного складу, pH, вмісту гумусу, характеристик кислотності та рухомих форм алюмінію, фосфору і калію) встановлені основні закономірності поширення поєднань ґрунтів на рівні видів ландшафтів для гірської частини Українських Карпат. Основні дослідження проводились у ландшафті Чорногори — де досліджений зв'язок ґрунтів з морфологічними одиницями ландшафту (місцевостями, стриями й урочищами). Визначена роль у формуванні ґрунтового покриву і фізико-хімічних властивостей ґрунтів компонентів ПТК (літогенної основи — складу гірських порід, гіпсометрії, експозиції й крутизни схилів), кліматичних особливостей, гідрологічного режиму і типів деревостану). Здійснено порівняльний аналіз генетичних властивостей ґрунтів та проведено уточнення їх систематики. Складені карти ґрунтів геосистем Українських Карпат −1:500000 та для північно-східного сектора ландшафту Чорногори (верхів'я р. Прут і Бистрець) у масштабі 1:25000.
Наукове стажуванняСтажувався в галузі метеорології і кліматології в університетах таких міст: Ґрац (Австрія, 1999, 2003), Вроцлав (Польща, 2002, 2008).

## Основні наукові праці, підручники та посібники
Автор 70 наукових праць — книг, статей, тез доповідей на конференціях.

### Книги
1. П. М. Шубер, Н. Б. Таранова. Метеорологія і кліматологія. Практикум.- Тернопіль-Львів. 2008, — 219 с.
2. Наталія Таранова, Павло Шубер. Метеорологія і кліматологія. Навчальний посібник. — Тернопіль, 2014. −287 с.

### Довідкові видання
1. І.Круглов, Б.Проць, О.Кагало, О.Вовк, О. Орлов, П. Шубер. Природні та антропогенні чинники оселищного різноманіття Українських Карпат і Закарпатської низовини. В кн.: Каталог типів оселищ Українських Карпат і Закарпатської низовини. — Меркатор, Львів, 2012 р., с. 18-46.[2]
2. Б. Муха, П. Шубер. Клімат. Львів. Комплексний атлас /О. Шаблій, С. Матковський, О.Вісьтак та ін. — К.:ДНВП «Картографія», 2012. — с.28-29.

### Статті
1. Стан і проблеми вивчення генезису ґрунтів Українських Карпат // Вісн. Львів.ун-ту. Сер.геогр., 1998. Вип. 23. — С. 286–292.
2. Ґрунти природних територіальних комплексів Українських Карпат //Вісн. Львів, ун-ту.,1999. Вип. 25. — С 79-82.
3. Bogusław M.Kaszewsi, Krzysztof Siwek. Najwyźsze maksymalne sumy opadu dobowego w zlewni górnego Bugu. .- Badania geograficzne w poznawaniu środowiska. — Annales, Universitatis Mariae Curie-Sklodowska, Lublin, 2004. -s.413-417.
4. Аналіз клімату для цілей рекреації (на прикладі м. Моршин) Фізична географія та геоморфологія. Вип.. 46, том 2, 2004.- с.215-223.
5. Szczepan Mrugala, Pawlo Szuber. Normalne i anomalne sumy opadów atmosferycznych w Lublinie i we Lwowie.- Badania geograficzne w poznawaniu środowiska. — Annales, Universitatis Mariae Curie-Sklodowska, Lublin, 2004. -s.101-105.
6. Мкртчян О. С., Шубер П. М. Регіоналізація річного режиму атмосферних опадів західної частии України методом кластерного аналізу. Фізична географія та геоморфологія. № 54, 2008.- с. 187-194.
7. Мкртчян О. С. Шубер П. М. Картографування кліматичних показників методом інтерполяції даних метеостанцій. Національне картографування: стан, проблеми та перспективи розвитку. Збірник наукових праць. Вип. 3, с. 169–172.
8. Adolf Szponar, Pawlo Shuber, Ewa Bilinska. Heavy metals in soils and in the needies of spruce in ecotope of the subalpine forests in Czarnohora (Esstern Carpathians).The landscape Ecology-Research and Usage Aspects. The problems of Landscape Ecology. Volume XXIII. Instytute of Geography and Spatial Management Jagelonian University, Cracow, 2009, — s. 192–203 https://web.archive.org/web/20110501205030/http://www.geo.uj.edu.pl/publikacje.php?id=000146&page=monografie&menu=3
9. Мельник А., П.Шубер, Шушняк В., Костів Л. , Березяк В. Фізико-географічні передумови, динаміка та наслідки катастрофічного липневого паводка 2008 року у верхів'ї річки Прут. Вісник Львівського університету Серія геогр. 2009. Вип. 37. С. 136–150.
10. http://www.nbuv.gov.ua/portal/chem_biol/nvnltu/19_15/index.htm
11. Шубер П., Мкртчян А. Геостатическая интерполяция данных наблюдений метеостанций. Географическое образование и наука в России: история и современное состояние. Материалы международной научно-практической конференции, посвященной 90-летию создания Географического института в Петрограде и 90-летию отечественного высшего географического образования / Под ред. Н. В. Каледина, В. В. Дмитриева, Т. А. Алиева. С.-Петербург, ВВМ, 2010. — с.847 — 855
12. Шубер П. М., Мкртчян А. Методика геопросторового моделювання та картування кліматичних характеристик за даними спостережень метеостанцій. Вісник Львівського університету Серія геогр. 2011. Вип. 39. С. 246–253
13. Шубер П.,Березяк В. Аналіз гідрометеорологічних процесів ріки Прут у ландшафтно-моніторінгових дослідженнях Карпатського національного природного парку. Історія української географії. Всеукраїнський науково-теоретичний часопис.- Тернопіль, 2010.-Випуск 21.- с.71-82.
14. Adolf Szponar, Pavlo Shuber, Jerzy Raczyk. Heavy metals in the subalpine soils of Połonina Pożyżewska (Czarnohora — the Eastern Carpathians). In: Jerzy Lechnio (ed.), Four dimensions of the landscape, Problemy Ekologii Krajobrazu ; 2011. t. 30, 317–324.
15. Ihor Kozak, Adam Stepien, Hanna Kozak, Pawlo Shuber. Prognozowania zmjan wydzielen lesnych.Prognosis of forest sub-compartments changes. Problemy ochrony przyrody, korzystania ze środowiska i promocji walorów turystycznych południowo-wschodniej Słowacji i zachodniej Ukrainy. Wydawnictwo MRB, Brzozów, 2012. - S. 365–385.
16. Павло Шубер. Особливості динаміки клімату високогір'я Українських Карпат в лругій половині ХХ і початку ХХІ століття. Вісник Львівського національного університету. Серія географічна, 2014. Випуск 48. С.187-193.